# Cropia subapicalis
Cropia subapicalis là một loài bướm đêm trong họ Noctuidae.